# Macédoine aux Jeux olympiques de la jeunesse d'hiver de 2012
La Macédoine a participé aux Jeux olympiques de la jeunesse d'hiver de 2012 à Innsbruck en Autriche du 13 au 22 janvier 2012. L'équipe macédonienne était composée de deux athlètes dans deux sports.

## Résultats

### Ski alpin
La Macédoine a qualifié un homme en ski alpin.
Homme
| Athlète        | Épreuve      | Finale        | Finale          | Finale          | Finale          |
| Athlète        | Épreuve      | Manche 1      | Manche 2        | Total           | Rang            |
| -------------- | ------------ | ------------- | --------------- | --------------- | --------------- |
| Marijan Nasoku | Slalom       | 45 s 99       | N'a pas terminé | N'a pas terminé | N'a pas terminé |
| Marijan Nasoku | Slalom géant | 1 min 03 s 84 | 1 min 01 s 46   | 2 min 05 s 30   | 31              |
| Marijan Nasoku | Super-G      |               |                 | Disqualifié     | Disqualifié     |

### Ski de fond
La Macédoine a qualifié un homme.
Sprint
| Athlète         | Épreuve       | Qualification | Qualification | Quart de finale | Quart de finale | Demi-finale  | Demi-finale  | Finale       | Finale       |
| Athlète         | Épreuve       | Total         | Rang          | Total           | Rang            | Total        | Rang         | Total        | Rang         |
| --------------- | ------------- | ------------- | ------------- | --------------- | --------------- | ------------ | ------------ | ------------ | ------------ |
| Velko Lozanoski | Sprint hommes | 2 min 35 s 39 | 50            | Non qualifié    | Non qualifié    | Non qualifié | Non qualifié | Non qualifié | Non qualifié |